# Kepler-10c
Kepler-10c ist ein Exoplanet und umkreist Kepler-10 im Sternbild Drache am Nordhimmel. Er wurde 2011 mit Hilfe des Weltraumteleskops Kepler entdeckt. Mit einer Masse von rund 17 Erdmassen und einem Radius von etwas über 2 Erdradien ergäbe sich für das Objekt eine Dichte von etwa 7 g/cm3. Damit wäre Kepler-10c ein erster starker Hinweis auf eine zuvor unbekannte Klasse von massereichen Exoplaneten hoher Dichte. Die Massebestimmung wird von einer Arbeit 2017 angezweifelt, weswegen die hohe Dichte aktuell umstritten ist. Neuere Studien 2023 und 2024 bestimmten jedoch wieder höhere Massen, wenn auch nicht die ursprünglichen 17 Erdmassen.

## Umlauf und Masse
Kepler-10c umrundet seinen Zentralstern Kepler-10, der 610 Lichtjahre von unserem Sonnensystem entfernt ist, etwa alle 45 Tage. Im gleichen System befindet sich auch Kepler-10b, der erste außerhalb unseres Sonnensystems nachgewiesene Gesteinsplanet.

## Entdeckung und Klassifizierung
Die deutlich höhere Masse, als aufgrund der vorherigen Entdeckungen von Exoplaneten ähnlichen Durchmessers zu erwarten gewesen wäre, wurde mit der Radialgeschwindigkeitsmethode ermittelt. Mit dem Präzisionsspektrographen HARPS-North des Telescopio Nazionale Galileo konnte die Masse des Planeten abgeschätzt werden. Angesichts seiner sich aus Radius und Masse ergebenden mittleren Dichte von 7,1 ± 1,0 g/cm³ (zum Vergleich: Erde: 5,515 g/cm³) müsste davon ausgegangen werden, dass Kepler-10c größtenteils aus Gestein und anderen dichten Stoffen besteht. Der Planet wäre so massereich, dass er eine Atmosphäre – wenn es je eine gab – dauerhaft gehalten haben könnte. Die Massebestimmung wurde 2017 angezweifelt, weswegen die Dichte aktuell umstritten ist. Neuere Arbeiten kommen jedoch wieder zum Schluss, dass die Masse bei über 10 Erdmassen liegt und die Dichte mit etwa 5 g/cm³ entsprechend vergleichbar zur Dichte der Erde wäre.

## Neue Klasse von Planeten?
Da der Exoplanet als deutlich massereicher und größer als bisher entdeckte Supererden eingeschätzt wurde, wurde er von seinen Entdeckern als Prototyp für die neue Klasse von Planeten mit dem Namen Mega-Erde präsentiert: „Wir waren sehr überrascht, als uns klar wurde, was wir da genau entdeckt hatten“, meinte Xavier Dumusque vom Harvard-Smithsonian Center for Astrophysics, der die Analyse der Daten leitete und den Planeten entdeckt hat. Vorgestellt wurde der Fund am 1. Juni 2014 anlässlich einer Tagung der American Astronomical Society.

## Alter
Das System Kepler-10 ist etwa elf Milliarden Jahre alt, es entstand also weniger als drei Milliarden Jahre nach dem Urknall. Daher könnten Gesteinsplaneten bereits viel früher in der Geschichte des Universums in Erscheinung getreten sein als bis dahin vermutet: „Wenn Gestein entstehen kann, kann auch Leben entstehen.“ Demgemäß gehen Astronomen davon aus, dass die Entdeckung eines so alten Gesteinsplaneten weitreichende Konsequenzen für die Einschätzung der Wahrscheinlichkeit von Leben im Universum haben wird.